# Danh sách giải thưởng và đề cử của Muse
Muse là một ban nhạc alternative rock Anh quốc thành lập ở Teignmouth, Devon bởi Matthew Bellamy (hát chính, chơi ghita, piano), Christopher Wolstenholme (chơi bass, hát phụ) và Dominic Howard (tay trống, chơi nhạc cụ). Ban nhạc đã phát hành bảy album phòng thu: Showbiz (1999), Origin of Symmetry (2001), Absolution (2003), Black Holes and Revelations (2006), The Resistance (2009), The 2nd Law (2012) và Drones (2015).

## Giải Grammy
Muse chỉ giành được 2 giải Grammy sau 6 lần đề cử.
| Năm  | Đề cử / Tác phẩm | Giải thưởng                                           | Kết quả   |
| ---- | ---------------- | ----------------------------------------------------- | --------- |
| 2011 | "Resistance"     | Trình diễn Song ca/Nhóm nhạc giọng rock xuất sắc nhất | Đề cử     |
| 2011 | "Resistance"     | Bài hát rock hay nhất                                 | Đề cử     |
| 2011 | The Resistance   | Album rock xuất sắc nhất                              | Đoạt giải |
| 2013 | The 2nd Law      | Album rock xuất sắc nhất                              | Đề cử     |
| 2013 | "Madness"        | Bài hát rock hay nhất                                 | Đề cử     |
| 2014 | "Panic Station"  | Bài hát rock hay nhất                                 | Đề cử     |
| 2016 | Drones           | Album rock xuất sắc nhất                              | Đoạt giải |